# Structure pyramidale des ligues de football au Portugal
La structure pyramidale des ligues de football au Portugal désigne le système de classement officiel des ligues et divisions du football portugais.

## Généralités
Le football portugais est structuré par un total de 6 échelons hiérarchiques. Les divisions 1 et 2 sont les seules à posséder le statut professionnel et le reste des niveaux sont sous l'égide du football amateur.
Les compétitions se déroulent à l'échelle nationale de la 1re à la 3e division, puis à partir de la 4e division, le championnat est organisé par les différents districts du pays. Il en existe 18 (plus les 2 régions autonomes de Madère et des Açores) et chaque district ou région possède sa propre fédération de football à l'exception de la région des Açores qui a conservé ses 3 fédérations locales d'avant la création de la région en 1976. Cela porte donc à un total de 22 ligues de districts et ces dernières ont chacune leur propre système de subdivision pour arriver jusqu'à la 6e division le cas échéant.
Le championnat de 3e division subit une profonde réorganisation en 2013 en fusionnant avec l'ancienne 4e division et est renommé Campeonato Nacional de Seniores. Bien qu'il s'agisse d'un championnat national, il est constitué de 8 séries de 10 équipes, regroupées selon des critères géographiques.
En 2021, en raison de la création de la nouvelle Liga 3 semi-professionnelle, le Campeonato Nacional de Seniores se renomme Campeonato de Portugal et bascule de la 3e division au 4e division échelon national.

## Structure des championnats
| Niveau                                                     | Championnat                                                                       | Championnat                                                                       | Championnat                                                                       | Championnat                                                                       | Championnat                                                                     | Championnat                                                                     |
| Organisateur : Ligue de football professionnel             | Organisateur : Ligue de football professionnel                                    | Organisateur : Ligue de football professionnel                                    | Organisateur : Ligue de football professionnel                                    | Organisateur : Ligue de football professionnel                                    | Organisateur : Ligue de football professionnel                                  | Organisateur : Ligue de football professionnel                                  |
| ---------------------------------------------------------- | --------------------------------------------------------------------------------- | --------------------------------------------------------------------------------- | --------------------------------------------------------------------------------- | --------------------------------------------------------------------------------- | ------------------------------------------------------------------------------- | ------------------------------------------------------------------------------- |
| 1                                                          | Primeira Liga Championnat national - 18 clubs                                     | Primeira Liga Championnat national - 18 clubs                                     | Primeira Liga Championnat national - 18 clubs                                     | Primeira Liga Championnat national - 18 clubs                                     | Primeira Liga Championnat national - 18 clubs                                   | Primeira Liga Championnat national - 18 clubs                                   |
| 2                                                          | Segunda Liga Championnat national - 18 clubs                                      | Segunda Liga Championnat national - 18 clubs                                      | Segunda Liga Championnat national - 18 clubs                                      | Segunda Liga Championnat national - 18 clubs                                      | Segunda Liga Championnat national - 18 clubs                                    | Segunda Liga Championnat national - 18 clubs                                    |
| Organisateur : Fédération portugaise de football           |                                                                                   |                                                                                   |                                                                                   |                                                                                   |                                                                                 |                                                                                 |
| 3                                                          | Liga 3 Championnat national semi-professionnel - 20 clubs                         | Liga 3 Championnat national semi-professionnel - 20 clubs                         | Liga 3 Championnat national semi-professionnel - 20 clubs                         | Liga 3 Championnat national semi-professionnel - 20 clubs                         | Liga 3 Championnat national semi-professionnel - 20 clubs                       | Liga 3 Championnat national semi-professionnel - 20 clubs                       |
| 3                                                          | Série 1 10 clubs                                                                  | Série 1 10 clubs                                                                  | Série 2 10 clubs                                                                  | Série 2 10 clubs                                                                  |                                                                                 |                                                                                 |
| 4                                                          | Campeonato de Portugal Championnat national (répartition géographique) - 56 clubs | Campeonato de Portugal Championnat national (répartition géographique) - 56 clubs | Campeonato de Portugal Championnat national (répartition géographique) - 56 clubs | Campeonato de Portugal Championnat national (répartition géographique) - 56 clubs |                                                                                 |                                                                                 |
| 4                                                          | Série A 14 clubs                                                                  | Série B 14 clubs                                                                  | Série C 14 clubs                                                                  | Série D 14 clubs                                                                  |                                                                                 |                                                                                 |
| Organisateur : Ligues de districts de football du Portugal |                                                                                   |                                                                                   |                                                                                   |                                                                                   |                                                                                 |                                                                                 |
| 5                                                          | Championnats de 1re division de district Toutes les ligues (22) sont concernées   | Championnats de 1re division de district Toutes les ligues (22) sont concernées   | Championnats de 1re division de district Toutes les ligues (22) sont concernées   | Championnats de 1re division de district Toutes les ligues (22) sont concernées   | Championnats de 1re division de district Toutes les ligues (22) sont concernées | Championnats de 1re division de district Toutes les ligues (22) sont concernées |
| 6                                                          | Championnats de 2e division de district 16 ligues sont concernées                 | Championnats de 2e division de district 16 ligues sont concernées                 | Championnats de 2e division de district 16 ligues sont concernées                 | Championnats de 2e division de district 16 ligues sont concernées                 | Championnats de 2e division de district 16 ligues sont concernées               | Championnats de 2e division de district 16 ligues sont concernées               |
| 7                                                          | Championnats de 3e division de district 4 ligues sont concernées                  | Championnats de 3e division de district 4 ligues sont concernées                  | Championnats de 3e division de district 4 ligues sont concernées                  | Championnats de 3e division de district 4 ligues sont concernées                  | Championnats de 3e division de district 4 ligues sont concernées                | Championnats de 3e division de district 4 ligues sont concernées                |

## Sources
- (pt) Cet article est partiellement ou en totalité issu de l’article de Wikipédia en portugais intitulé « Sistema de ligas de futebol de Portugal » (voir la liste des auteurs).